# برافراشتن پرچم در ایوو جیما

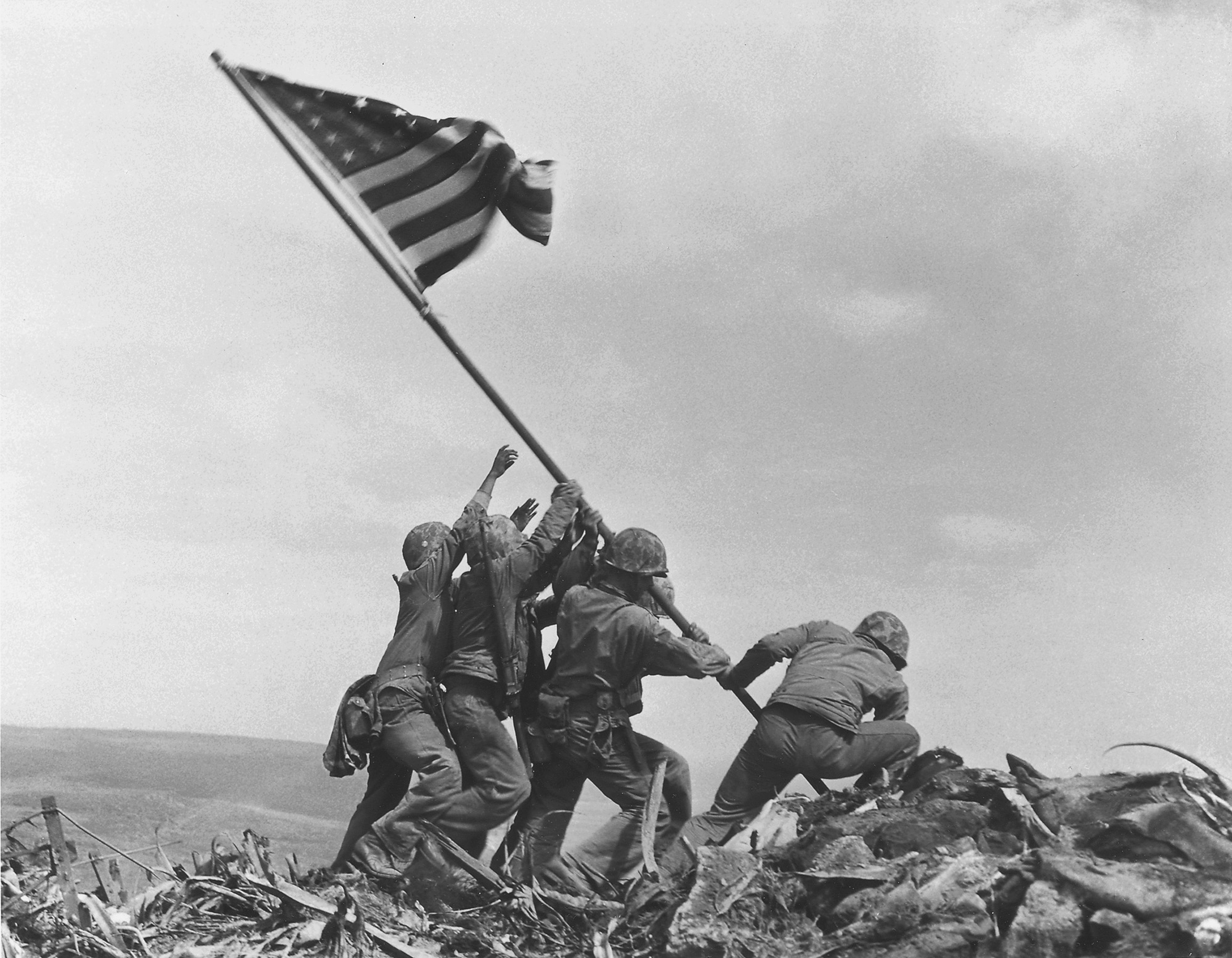
عکس برافراشتن پرچم در ایوو جیما توسط جو رزنتال عکاس آسوشیتد پرس

برافراشتن پرچم در ایوو جیما نام یک عکس تاریخی است که در ۲۳ فوریه ۱۹۴۵ توسط جو روزنتال گرفته شده است. عکس پنج سرباز و یک پزشک جنگی شاغل در نیروی دریایی ایالات متحده آمریکا را بر فراز تپه سوریباچی در نبرد ایو جیما طی جنگ جهانی دوم نشان می‌دهد.
عکس بسیار محبوب بود و در هزاران نشریه بازچاپ شد و به نخستین عکسی بدل شد که در سال انتشارش برنده جایزه عکاسی پولیتزر شد، در ایالات متحده به عنوان یکی از مهم‌ترین و شناخته شده‌ترین تصاویر از جنگ مورد توجه و احترام واقع شد و احتمالاً تصویری است که رکورد بیشترین بازچاپ در تمام دوران را در اختیار دارد.
از شش مرد حاضر در عکس، سه نفر به نام های گروهبان مایکل استرانک، سرجوخه هارلون بلاک و سرباز یکم فرانکلین ساسلی در جریان همین نبرد کشته شدند و سه نفر باقی‌مانده به نام‌های جان برادلی، رنه گاگنون و ایرا هایس در پی تعیین هویتشان به شهرت رسیدند. بعدتر از روی این عکس فلیکس د. ولدسون مجسمه‌ساز، مجسمه‌ای برای آرامگاه ملی آرلینگتون در ویرجینیا ساخت.
همچنین فیلم سینمایی پرچم های پدران ما به کارگردانی کلینت ایستوود نیز پیرامون این موضوع ساخته شده است.